# 巴拉姆语
巴拉姆语（Baram，Baraamu，Bhramu）是尼泊尔境内一种濒临灭绝的汉藏语。使用者正在转向尼泊尔语。方言有丹达冈（Dandagaun）和梅隆（Mailung）。

## 分布
巴拉姆语在甘达基省中部和南部 Gorkha 区的 Dandagaun 和 Mailung VDC 以及 Doraundi Khola 上游的 Takhu 村（Chorgate 东侧，Kumhali 附近）使用（据民族语）。巴格马蒂省 Dhading 区可能有大约7个村庄。